# Шалаберт, Эржебет
Эржебет Шалаберт (венг. Salabert Erzsébet, она же Дьюлане Бакош (венг. Bakos Gyuláné); 10 августа 1930, Будапешт — 28 ноября 1958, Будапешт) — венгерская рабочая, активная участница антикоммунистического Венгерского восстания 1956 года. Одна из шести женщин, казнённых после подавления восстания. Была известна особой жёсткостью в боях и при линчеваниях. В современной Венгрии причисляется к героиням революции.

## Жизненные трудности
Родилась вне брака, выросла в детском приюте. Достигнув совершеннолетия, работала подсобницей на строительстве и разнорабочей на заводах. В 1947 за дисциплинарные нарушения приговорена к двум годам исправительных работ. Была зарегистрирована в полиции как проститутка. Жила в условиях крайней нужды, не имела постоянного жилья, обвинялась в бродяжничестве .
В 1953 Эржебет Шалаберт вышла замуж, приняла фамилию мужа и женскую форму его имени: Дьюлане Бакош, но вскоре развелась. Брак и двое детей не были официально признаны.

## Участница восстания
23 октября 1956 года Эржебет Шалаберт поддержала антикоммунистическое Венгерское восстание. Участвовала в уличных демонстрациях и осаде Дома радио. С оружием в руках примкнула к повстанцам в VIII районе Будапешта, участвовала в боях с советскими войсками на улице Пратер. Присоединилась к группе молодых повстанцев на площади Республики, штурмовала здание Будапештского горкома ВПТ. Отличалась большой жёсткостью к коммунистам и сотрудникам госбезопасности, обвинялась в линчеваниях.
Эржебет Шалаберт сумела остаться на свободе после подавления восстания в ноябре 1956 года. Следовала установке подполья: Márciusban Újra Kezdjük! — В марте начнём снова! 15 марта 1957 она приняла участие в демонстрации по случаю Дня революции, открыто уничтожала коммунистическую символику. 29 марта была арестована, отдана под суд и приговорена к смертной казни. Приговор приведён в исполнение 29 ноября 1958.

## Современные оценки
В современной Венгрии Эржебет Шалаберт причисляется к героиням революции. Её имя значится на памятном знаке, установленном в Пассаже Корвина 5 декабря 2012 года Всемирной ассоциацией венгерских борцов за свободу — перечислены шесть венгерских женщин, казнённых после подавления восстания.
С другой стороны, леволиберальный журналист Шандор Ревес выражает мнение кругов, не принимающих героизации Эржебет Шалаберт. Он подчёркивает её люмпенское происхождение, причастность к проституции, проявленную жестокость.
В целом считается, что действия Эржебет Шалаберт отражали в восстании фактор мести социальных низов.